# Panulia achloraria
Panulia achloraria là một loài bướm đêm trong họ Geometridae.